# Valentin Jeriomenko
Valentin Jeriomenko (ur. 19 lutego 1989 w Sniečkusie) – litewski piłkarz grający na pozycji defensywnego pomocnika w klubie FK Riteriai.

## Kariera
Karierę piłkarską rozpoczął w 2006 roku w Intero Veteranai Wisaginia. 1 stycznia 2008 dołączył do Kauno Atletas, w którym przebywał 6 miesięcy, czyli do 1 lipca 2008, kiedy to został zawodnikiem Skwicza Mińsk. 1 stycznia 2009 dołączył do FK Smorgonie. Rok później został zawodnikiem Atlantasa Kłajpeda. 1 września 2011 został zawodnikiem polskiej Skry Częstochowa. 12 lipca 2012 został piłkarzem OKS-u Brzesko. Rok później, 23 lipca 2013 dołączył do Wigier Suwałki. 1 lipca 2014 zmienił klub na Utenis Utena. 2 sierpnia 2016 został zawodnikiem Kirkenes IF. 10 lutego 2017 powrócił do Utenis Utena. 19 lipca 2017 przeszedł do  FK Riteriai.